# Kojmyrtjärnen (Anundsjö socken, Ångermanland)
Kojmyrtjärnen är en sjö i Örnsköldsviks kommun i Ångermanland och ingår i Moälvens huvudavrinningsområde.